# Веикосо, Вилиаме
Вилиаме Веикосо (англ. Viliame Veikoso, родился 4 апреля 1982 года в Суве) — фиджийский регбист, игравший на позиции хукера.

## Биография

### Семья
Уроженец деревни Набуа района Короалау провинции Джакаудрове. Является дальним родственником регбиста Акапуси Нгеры, игравшего на позиции фланкера и восьмого в «Глостере». Отец — школьный учитель. Семья проживает в Кинойе рядом с регбистом Иливаси Табуа, выступавшим за сборные Австралии и Фиджи по регби.

### Клубная карьера
Веикосо учился в школе Королевы Виктории, в составе регбийной команды которой играл в чемпионате провинции Сува. Позже учился в колледже Уэсли в Окленде, выступал за команду Северного Отаго в чемпионатах Новой Зеландии и дважды выиграл Чемпионат Хартленд в 2005 и 2006 годах. В так называемом Кубке Colonial (по имени названия Национального банка Фиджи) выступал за клуб «Нортерн Шаркс». Играл за команды Нади и Сува в розыгрыше Кубка Капитана (чемпионата Фиджи). С 2014 года играл за английский клуб «Донкастер Найтс».

### Карьера в сборной
Веикосо дебютировал 14 ноября 2009 года в сборной Фиджи матчем против Шотландии на «Маррифилде». Провёл 33 игры за сборную Фиджи, очков не набирал. Дважды участник Кубков мира в 2011 и 2015 годах. Последнюю игру провёл 24 июня 2016 года в Суве против Грузии. Играл также за вторую сборную, известную в мире как «Фиджи Уорриорз».